# Hikaru Midorikawa
Hikaru Midorikawa (緑川 光 Midorikawa Hikaru?,  Otawara, Tochigi, 2 de mayo de 1968) es un reconocido actor de voz japonés, afiliado a Aoni Production. Es conocido por sus papeles de Ayato Sakamaki en Diabolik Lovers, Softon en Bobobo, Tamahome en Fushigi Yûgi, Seiran Shi en Saiunkoku Monogatari, Heero Yuy en Mobile Suit Gundam Wing, Kaede Rukawa en Slam Dunk, Kōga de Pegaso en Saint Seiya Omega, Zelgadiss Graywords en Slayers, Ryuho en s-CRY-ed, Marth en la franquicia de Fire Emblem, Diarmuid Ua Duibhne/Lancer en Fate/Zero, Kyōsuke Natsume en Little Busters!, Garou en One Punch Man y Sakamoto en Sakamoto desu ga?.

## Carrera
Midorikawa debutó como seiyū en 1988 con su papel de Murai de Be-Bop High School. Es uno de los actores de voz más conocidos y prolíficos de Japón, con más de 200 créditos de anime y cerca de 70 créditos de juegos en su carrera de dos décadas.  
Es conocido por dar voz a personajes bishounen, como Lancer (Diarmuid Ua Duibhne) en Fate/Zero, Kyōsuke Natsume en Little Busters!, Eiichi Ōtori en Uta no Prince-sama: Maji Love 2000%, Kaede Rukawa en Slam Dunk, Ayato Sakamaki en Diabolik Lovers, Edgar Ashenbert en Earl and Fairy y Rantarō Amami en Danganronpa V3: Killing Harmony. También prestó su voz a Tsunagu Hakamada (también conocido como Best Jeanist) en My Hero Academia y Vidaldus Taka en  Fairy Tail.
Midorikawa también es artista de J-Pop y fue miembro de varias bandas, incluidas Zero Phoenix y EMU (Entertainment Music Unit) desde mediados de la década de 1990 hasta principios de la de 2000. EMU fue formado por cinco actores de voz del drama de radio Sotsugyou M (Male Graduation). Los otros miembros son Nobutoshi Canna (anteriormente Hayashi), Ryōtarō Okiayu, Hideo Ishikawa y Daisuke Sakaguchi. Durante su carrera de 1995 a 2000, el grupo lanzó 8 CD y cuatro sencillos. Poco antes de que EMU se disolviera, Midorikawa se unió a su compañero de doblaje y amigo, Nobutoshi Canna , para crear un nuevo grupo, Zero Phoenix. El dúo lanzó un CD, titulado "Kirameki".
Su voz oscila entre E2 y A4 (ligeramente B4). Mientras canta, oscila entre C o D.
Él administra su propio blog y es un ávido jugador. Es un gran admirador de Super Robot Wars y tiene una entrada de blog en el sitio de SRW; es una de las pocas personas que tiene un blog en el sitio web "Supalog" de Banpresto . Como fanático de SRW, Midorikawa hace líneas adicionales para sus personajes de forma gratuita y, a veces, actúa como probador beta de nuevos juegos de la franquicia. Por lo general, los personajes que interpreta se convierten en ejércitos de un solo hombre, a saber, Heero y Masaki en Super Robot Wars y Xingke en Code Geass.

## Filmografía

### Anime
- ACCA: 13-ku Kansatsu-ka (Pastis)
- Air Gear (Kaito Wanijima)
- Angel Links (Kosei Hida)
- ～Ayakashi～japanese classic horror (Zushonosuke Himekawa)
- Be-bop High School (Murai)
- Bobobo-bo Bo-bobo (Softon)
- Bokutachi wa Benkyō ga Dekinai (Furuhashi Reiji)
- Black Clover (Zora Ideale)
- Bleach (Makoto Kibune)
- Brigadoon: Marin & Melan (Makoto Alo)
- Clannad (Yusuke Yoshino)
- Cowboy Bebop (Lin)
- Code Geass (Li Xingke)
- Demonbane (Master Therion)
- Tantei Gakuen Q (Sir Anubis)
- Diabolik Lovers (Sakamaki Ayato)
- Digimon Frontier (Angemon)
- Digimon Xros Wars (Splashmon)
- Domestic na Kanojo (Reiji Kiriya)
- Dragon Ball Z (Androide #16, Paikuhan)
- Dragon Ball Kai (Ten Shin Han)
- Dragon Ball Super (Ten Shin Han)
- Ensemble Stars! (Eichi Tenshouin)
- Fairy Tail (Vidaldus Taka)
- Fate/Zero (Diarmuid Ua Duibhne/Lancer)
- Flame of Recca (Tokiya Mikagami)
- Fushigi Yūgi (Tamahome)
- Future GPX Cyber Formula (Naoki Shinjyo)
- Ghost Sweeper Mikami (Takashi, Okita Sōji)
- Gintama (Minamito Sui)
- Gravion (Raven)
- Gravion Zwei (Raven)
- Great Teacher Onizuka (Yoshito Kikuchi)
- Hakushaku to Yōsei (Edgar J. C. Ashenbert)
- HeartCatch PreCure! (Dune)
- Hybrid Child (Tsukishima)
- Itsudatte Bokura no Koi wa 10 cm Datta. (Saku Akechi)
- Ito Junji Collection Handsome Man at the Crossroads (ep 3)
- Kimetsu no Yaiba (Demonio del Templo)
- Kyōkai no Rinne 3 (abuelo de Rinne, ep 63)
- Lost Universe (Lieutenant Rail Claymore)
- Little Busters (Natsume Kyousuke)
- Little Busters Refrain (Natsume Kyousuke)
- Mobile Suit Gundam Wing (Heero Yuy)
- My Hero Academia 2 ( Tsunagu "Best Jeanist" Hakamada)
- Naruto (Arashi)
- Nurarihyon no Mago Sennen Makyō (Hidemoto Keikain 13)
- One Piece (Hongo)
- One Punch Man 2 (Garou)
- Platinum End (Balta)
- RE-MAIN (Akimitsu Bizen)
- Revolutionary Girl Utena (Souji Mikage)
- Ring ni Kakero (Führer Scorpion)
- Saber Marionette J (Gelhardt von Faust)
- Saber Marionette J to X (Gelhardt von Faust)
- Sailor Moon R (Ail/Seijūrō Ginga)
- Sakamoto desu ga? (Sakamoto)
- Sakugan (Rufus)
- Samurai Deeper Kyo (Migeira)
- Saint Seiya Omega (Kōga de Pegaso)
- Sekaiichi Hatsukoi (Kanade Mino)
- s-CRY-ed (Ryuho)
- Shaman King (Silva, Hao Asakura (Adulto))
- Shinzo (Gabriela)
- Slam Dunk (Kaede Rukawa)
- Slayers (Zelgadiss Graywords)
- Suki na Mono wa Suki Dakara Shōganai! (Sora Hashiba)
- Super Robot Wars Original Generation: Divine Wars (Masaki Andoh)
- Tenchi Muyo! GXP (Misao Kuramitsu)
- Saiunkoku Monogatari (Seiran Shi)
- Saiunkoku Monogatari 2nd Series (Seiran Shi)
- Togainu no Chi (Shiki)
- Tokyo Mew Mew (Keiichiro Akasaka)
- Uta no prince-sama maji love 2000% (Ōtori Eiichi)
- Weiß Kreuz (Schuldig)
- Weiß Kreuz Glühen (Schuldig)
- World Trigger (Sōya Kazama)
- Xenosaga: The Animation (Wilhelm)
- Yakitake!! Japan (Shizuto Narumi)
- Young Black Jack (Takara)
- Yu-Gi-Oh! (first series) (Seto Kaiba)
- Konjiki no Gash Bell!! (Dufaux)
- Kenichi: The Mightiest Disciple OVA (Kurando Yakabe)
- SK∞ the Infinity (Kaoru Sakurayashiki)

### OVAs
- 3×3 Eyes (Hide-san)
- 3×3 Eyes Seima Densetsu (Hide-san)
- Angel's Feather (Kai Misonou)
- Demonbane (Master Therion)
- Earthian (Messiah)
- Fire Emblem (Marth Lowell)
- Future GPX Cyber Formula 11 (Naoki Shinjyo)
- Future GPX Cyber Formula ZERO (Naoki Shinjyo)
- Future GPX Cyber Formula SAGA (Naoki Shinjyo)
- Future GPX Cyber Formula SIN (Naoki Shinjyo)
- Fushigi Yūgi OVA 1 (Tamahome/Taka Sukunami)
- Fushigi Yūgi (Tamahome/Taka Sukunami)
- Fushigi Yūgi Eikoden (Tamahome/Taka Sukunami)
- Gestalt (Shazan)
- Gundam Wing: Endless Waltz (Heero Yui)
- Gundam Wing: Operation Meteor (Heero Yui)
- Graduation M (Arai Togo)
- Here is Greenwood (Tochizawa)
- Kirepapa (Takatsukasa Chisato)
- Koi Suru Boukun (Souichi Tatsumi)
- Kōryū Densetsu Villgust (Youta)
- Legend of Crystania (Reydon)
- Little Busters: EX (Natsume Kyousuke)
- Papa to Kiss in the Dark (Mira Munakata)
- Saber Marionette J Again (Gelhardt von Faust)
- Saber Marionette R (Star Face)
- Slam Dunk (Kaede Rukawa)
- Slayers Special (Zelgadis Greywords)
- Slayers Excellent (Zelgadis Greywords)
- Slow Step (Yoshio Somei)
- Suki na Mono wa Suki Dakara Shōganai! Let's Go to the Onsen! (Sora Hashiba)
- Super Robot Wars Original Generation: The Animation (Masaki Andoh)
- Starry Sky ( Tomoe Yoh )
- Tenchi Muyo! Ryo-Ohki 3 (Misao Kuramitsu)
- Kono Danshi, Ningyō Hiroimashita (Isaki)

### Películas
- Clannad (Yusuke Yoshino)
- Dragon Ball Z: La batalla de los dioses (Ten Shin Han)
- Gundam Wing: Endless Waltz -Special Edition- (Heero Yuy)
- Kill Bill: The Origin of O-Ren Ishii (Pretty Riki)
- Legend of Crystania (Reydon)
- Sailor Moon R: The Movie (Fiore)
- Saint Seiya: Heaven Chapter - Overture (Icaros/Tōma)
- Slayers Premium (Zelgadis Greywords)
- Suki na Mono wa Suki Dakara Shōganai! (Hashiba Sora)
- Kuroko no Basket: Last Game (Nash Gold jr.)
- JoJo's Bizarre Adventure: Phantom Blood (Dio Brando)
- One Piece Film: Red (Hongo)

### Videojuegos
- Ar tonelico II (Targana)
- Air (Yukito Kunisaki)
- Animamundi (Viscount Mikhail Ramphet)
- Burning Rangers (Shou Amabane)
- Castlevania: Aria of Sorrow (Soma Cruz)
- Castlevania: Dawn of Sorrow (Soma Cruz)
- Clannad (Yusuke Yoshino)
- Danganronpa V3: Killing Harmony (Rantaro Amami)
- Dead or Alive (Hayate)
- Demonbane (Master Therion)
- Diabolik Lovers (Sakamaki Ayato)
- Diabolik Lovers More Blood (Sakamaki Ayato)
- Diabolik Lovers Vandead Carnival (Sakamaki Ayato)
- Diabolik Lovers Dark Fate (Sakamaki Ayato)
- Diabolik Lovers Lunatic Parade (Sakamaki Ayato)
- Diabolik Lovers Lost Eden (Sakamaki Ayato)
- Diabolik Lovers Chaos Lineage (Sakamaki Ayato)
- Disgaea 2: Cursed Memories (Adell)
- Dissidia Final Fantasy (Firion)
- Dragon Ball Z: Ultimate Battle 22 (Artificial Human #16)
- Ensemble Stars! (Eichi Tenshouin)
- Future GPX Cyber Formula series (Naoki Shinjyo)
- Granblue Fantasy: (Freyr) (Albert)
- Kessen III (Akechi Mitsuhide)
- JoJo's Bizarre Adventure: Phantom Blood (Dio Brando)
- Langrisser V: The End of Legend (Sigma)
- Little Busters! (Kyousuke Natsume)
- Lunar: Eternal Blue (Hiro)
- mushou gundam (heero yui)
- Mobile Suit Gundam: Giren's Greed, Blood of Zeon (Proto Zero)
- Namco × Capcom (Leon Magnus/Judas)
- Neo Geo Battle Coliseum (Yuki)
- Phantasy Star Zero（Reve, Humar, Hunewm, Hucast, Ramar, Racast, Fomar, Fonewm）
- Psychic Force 2012 (Might)
- Samurai Warriors (Akechi Mitsuhide)
- Saya no Uta(Song of Saya) (Sakisaka Fuminori)
- SD Gundam G Generation (Proto Zero)
- shingakkou noli me tangere (Leonid Owen )
- Shining Wind (Killrain)
- Shin Megami Tensei: Persona 3 (Akihiko Sanada)
- STEAL! (Kei Fujigaya)
- Sweet pool (Okinaga Zenya)
- Shōjo Kakumei Utena: Itsuka Kakumei Sareru Monogatari (Souji Mikage)
- Skies of Arcadia (Ramírez)
- Super Robot Wars series (Heero Yuy, Masaki Andoh)
- Super Smash Bros. Melee (Marth)
- Super Smash Bros. Brawl (Marth)
- Tokimeki Memorial Girl's Side (Kei Hazuki)
- Tales of Destiny (Leon Magnus)
- Tales of Destiny 2 (Judas)
- Teikoku Sensenki (Si Eikei)
- Togainu no Chi (Shiki)
- Trails in the Sky (Leonhardt)
- Xenosaga Episode III: Also sprach Zarathustra (U-DO)
- Alchemy Stars (Novio)

### Tokusatsu
- Denkou Choujin Gridman (Gridman)
- Mirai Sentai Timeranger (Stalker Detective Abel)
- Kyūkyū Sentai GoGo-V (Dragon Dark King Salamandes)
- Bakuryū Sentai Abaranger (TopGaler)
- Mahō Sentai Magiranger (Belbireji the Incubus)

### Drama CD y radio shows
- Final Fantasy Tactics Advance drama CD (Llednar Twem)
- Hakushaku to Yōsei drama CD (Edgar J. C. Ashenbert )
- Ouran High School Host Club drama CD (Tamaki Suou)
- Saint Seiya Episode G drama CD (Camus de Acuario)
- Slayers drama CD (Zelgadis Greywords)
- STEAL! drama CD (Kei Fujigaya)
- Sukisho Radio (Sora Hashiba)
- Teikoku Sensenki (Si Eikei)
- Togainu no Chi (Shiki)
- Trinity Blood sound cinema (Tres Iqus)
- Koi Suru Boukun (Souichi Tatsumi)
- Diabolik Lovers (Sakamaki Ayato)
- Warui Koto Shitai (Shirahane Mikado)
- Warui ko Demo ii (Shirahane Mikado)
- Hybrid Child (Tsukishima)
- Boku Ja Dame Desu ka? (Inokori Sensei) (Akechi Saku)

### Doblaje
- The Matrix Revolutions (The Kid)
- RWBY (Mercury Black)